# Дуброви (заповідне урочище)
Дубро́ви — заповідне урочище місцевого значення в Україні. Розташоване в межах Тячівського району Закарпатської області, на північ від смт Буштино. 
Площа 10 га. Статус надано згідно з рішенням облвиконкому від 07.03.1990 року № 55. Перебуває у віданні Буштинської селищної ради. 
Статус надано з метою збереження рідкісних видів рослин, занесених до Червоної книги України, серед яких: нарцис вузьколистий, білоцвіт весняний, шафран банатський, перстач білий.